# Mecistogaster pronoti
Mecistogaster pronoti är en trollsländeart som beskrevs av Sjöstedt 1918. Mecistogaster pronoti ingår i släktet Mecistogaster och familjen Pseudostigmatidae. IUCN kategoriserar arten globalt som akut hotad. Inga underarter finns listade i Catalogue of Life.